# L'Horla
L'Horla è il titolo di due racconti fantastici dell'orrore scritti da Guy de Maupassant e pubblicati tra il 1886 e il 1887. La prima versione, meno conosciuta, era uscita sul quotidiano Gil Blas, la seconda fa parte di un'antologia con lo stesso titolo. Il racconto è redatto nella forma di un diario interrotto che lascia presumere che chi scrive sia finito per impazzire.

## Trama

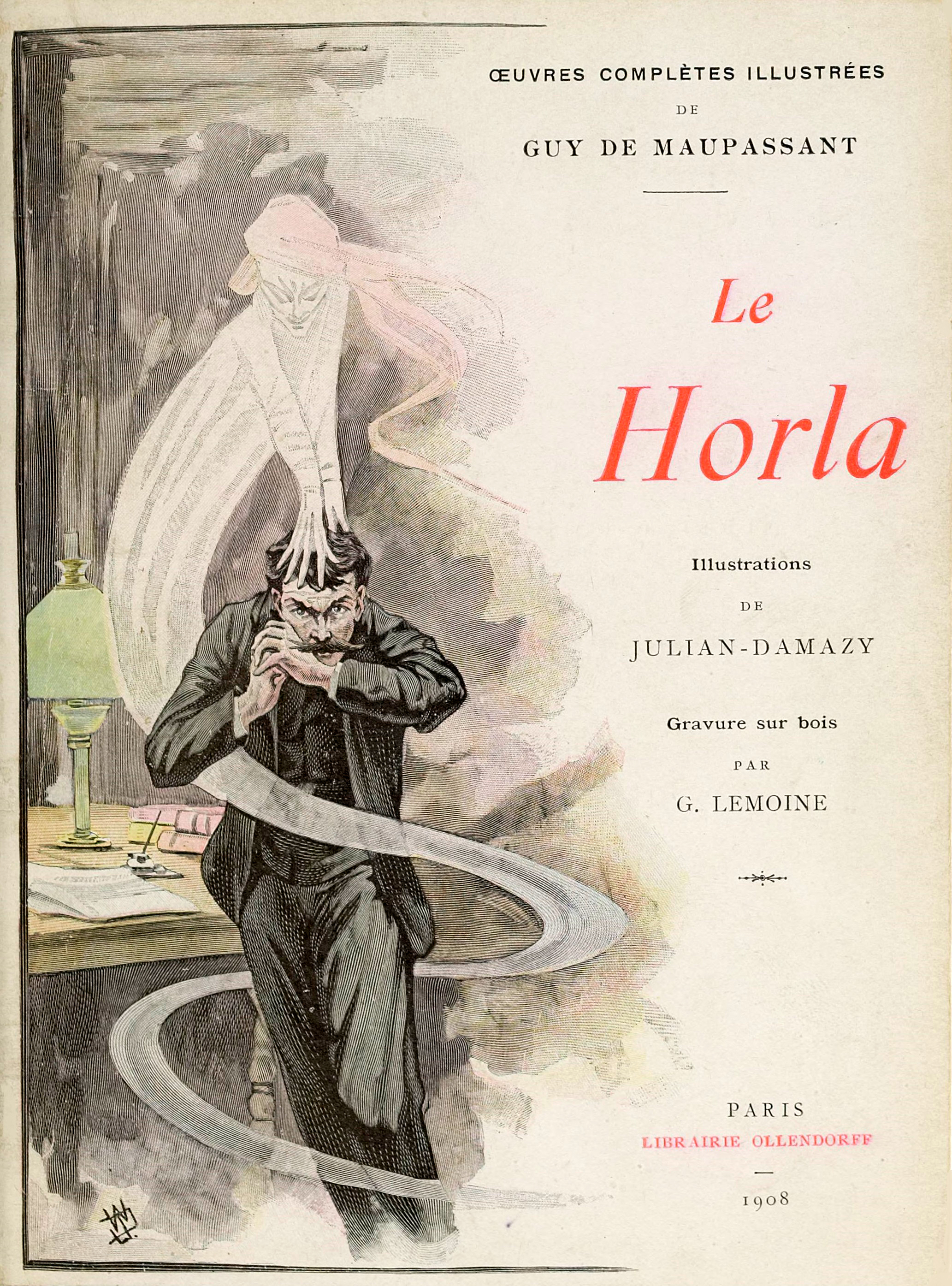
Immagine di copertina dell'edizione del 1908

La vicenda si presenta come un diario autobiografico in cui il narratore parla in prima persona riferendo via via le paure e le difficoltà che lo attanagliano. Lo scrittore sente sopra di sé la presenza di un essere invisibile, chiamato l'Horla del quale il protagonista, un uomo benestante, celibe, dell'alta borghesia, percepisce la presenza per la prima volta mentre si trova in mare a bordo d'un battello. Terrorizzato, descrive l'Horla come un doppio che a poco a poco succhia la sua intera vita.
Affetto da una strana forma di febbre cerebrale, ha sempre più difficoltà a dormire e quando vi riesce si risveglia di colpo dopo incubi atroci; prova costantemente l'agghiacciante sensazione che qualcuno o qualcosa lo osservi dall'interno di sé. Allora s'interroga sulla propria sanità mentale, ma si riconosce pienamente consapevole del proprio stato e in grado di analizzare con la lucidità più completa tutto quel che gli sta accadendo.
La presenza dell'essere diviene sempre più intollerabile e quindi il protagonista decide che l'Horla dovrà essere eliminato, ma bisognerà che prima diventi visibile. Per questo egli finge di essere impegnato a scrivere e quando sente la Presenza dietro di sé si gira di scatto, ma lo specchio che è alle sue spalle non riflette nessuna immagine, nemmeno la sua.
Sempre più in preda alla follia, per eliminare l'Invisibile incendierà la sua stessa abitazione, lasciando così morire bruciati vivi i propri servi. Alla fine il narratore pensa che il suicidio sarà l'unica via possibile per sfuggire all'Horla.

## Adattamenti cinematografici
- Horla - Diario segreto di un pazzo (1963)